# Seuls dans le noir
Pour les articles homonymes, voir Blackout.
Pour plus de détails, voir Fiche technique et Distribution.
Seuls dans le noir (Blackout) est un téléfilm américain réalisé par James Keach, diffusé en 2001.

## Fiche technique
- Titre original : Blackout
- Réalisateur : James Keach
- Scénariste : Bill Wells
- Sociétés de production : CBS Productions, Catfish Productions et Once Upon a Time Films
- Producteur : Stanley M. Brooks et Nicholas Tabarrok
- Société de distribution : Columbia Broadcasting System (CBS)
- Musique du film : Jonathan Goldsmith
- Directeur de la photographie : Roland "Ozzie" Smith
- Montage : Heidi Scharfe
- Distribution des rôles : Diane Kerbel et Mark Saks
- Création des décors : Eric Fraser
- Décorateur de plateau : Elizabeth Calderhead
- Création des costumes : Cheri Ingle et Julie O'Brien
- Coordinateur des cascades : Ken Quinn
- Pays d'origine : États-Unis
- Genre : Film dramatique
- Durée : 88 minutes
- Date de sortie : 24 janvier 2001 aux  États-Unis
- Film déconseillé aux moins de 10 ans

## Distribution
- Jane Seymour (VF : Évelyn Séléna) : Kathy Robbins
- Corin Nemec (VF : Bruno Choël) : Eric Sessions
- Alexandra Picatto : Pascale Robbins
- William Russ : David Robbins
- Erik Knudsen : Ian Robbins
- John Henry Canavan : Chris
- Beverlee Buzon : Sarah
- Sarah Mitchell : Amy
- Vito Rezza : le second inspecteur
- Demore Barnes : le gars en ligne